# Kantonsspital Winterthur
Das Kantonsspital Winterthur (KSW) dient der medizinischen Versorgung der Region Winterthur im Kanton Zürich. Die öffentlich-rechtliche Einrichtung ist mit rund 500 Betten der zehntgrösste Spitalbetrieb in der Schweiz und behandelt jährlich rund 200'000 stationäre und ambulante Patienten.
Das unter der Leitung des Winterthurer Architekten Emil Kaspar Studer und des Winterthurer Stadtbaumeisters Joseph Bösch errichtete und im November 1876 eröffnete «Einwohnerspital» mit 90 Betten wurde bereits zehn Jahre später durch den Kanton Zürich übernommen und in Kantonsspital Winterthur umbenannt. Im Laufe der Jahre wuchs im Zentrum der Stadt Winterthur ein Campus mit zahlreichen unterschiedlichen Gebäuden, welche die verschiedensten Disziplinen beherbergten. 1978 erhielt das KSW den Status eines Zentralspitals mit überregionalen Aufgaben.
Das Spital besitzt sechs Gebärsäle und 15 Operationssäle (Stand: 2017). 3294 Mitarbeitende (2465 Vollzeitstellen) sorgten 2019 dafür, dass 28'024 stationäre Patientenaustritte erfolgten. Es wurden im selben Jahr 125'605'410 Taxpunkte mit ambulanten Leistungen erwirtschaftet und es kamen 1'781 Kinder, inkl. Zwillinge und Drillinge, auf die Welt. Bei einem Case Mix Index (CMI) von 1,033 verbrachten die Patienten im Durchschnitt 4,8 Tage im Kantonsspital.

## Lage und Beschreibung

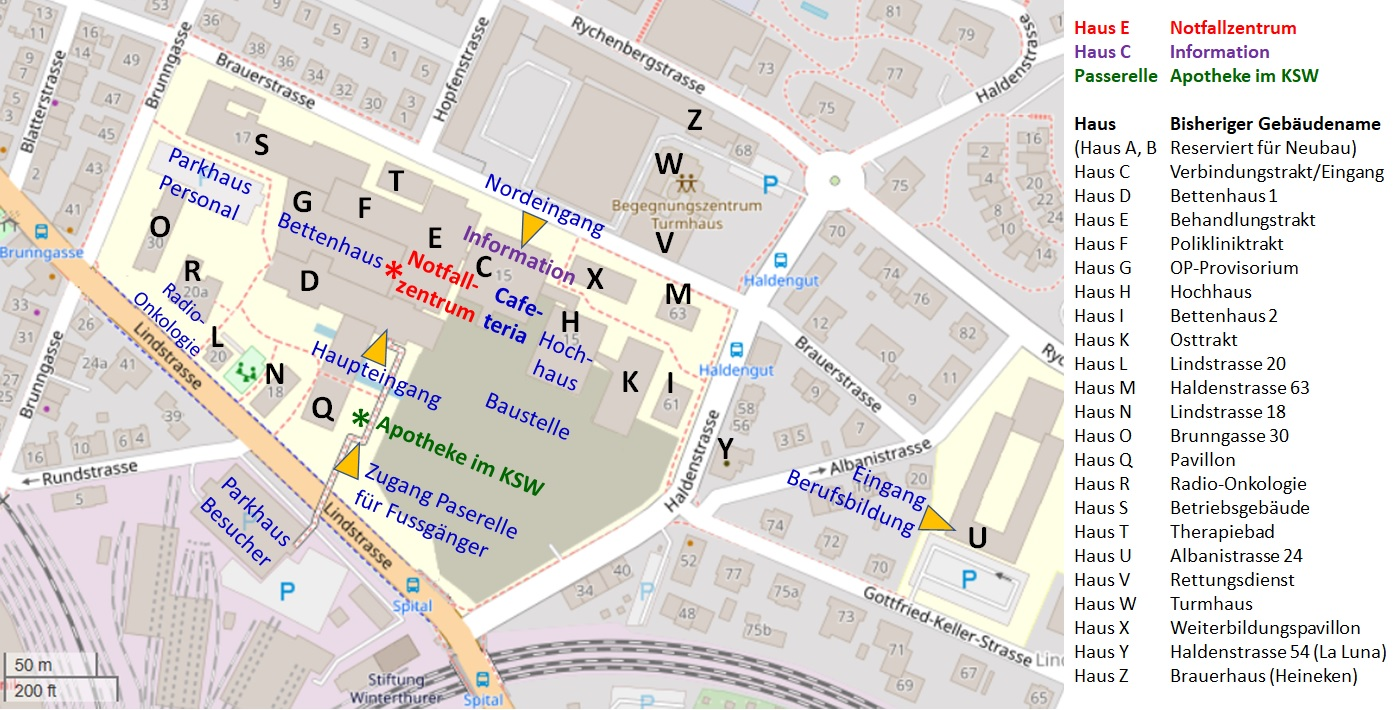
Lageplan des Kantonsspital Winterthurs

Das Kantonsspital Winterthur liegt im Herzen der Stadt, nördlich des Bahnhofs Winterthur im Quartier Lind des Stadtkreises 1 (Stadt). Die meisten der Gebäude liegen am Fusse des Lindbergs auf dem gut 5,6 Hektar grossen Gelände zwischen – von Westen im Uhrzeigersinn – Brunngasse, Brauerstrasse, Haldenstrasse und Lindstrasse.
Behandlungen von Patienten finden im Neubau Didymos (Haus A & B), Bettenhaus (Haus D), Behandlungs- (Haus E), Poliklinik- (Haus F) und Verbindungstrakt (Haus C), Osttrakt (Haus K), Pavillon (Haus Q) sowie der neu erbauten Radio-Onkologie (Haus R) und im Therapie-Bad (Haus T) statt. Auf dem Campus befinden sich noch das Betriebsgebäude mit Werkstätten, das Feuerwehrdepot, verschiedene Laboreinrichtungen, die Wäscherei und unterschiedliche Verwaltungsgebäude. Die Gebäude unterscheiden sich im Baustil aufgrund ihrer unterschiedlichen Entstehungszeit deutlich voneinander.
Einige Räumlichkeiten sind ausserhalb des Hauptgeländes angesiedelt: Gewisse Verwaltungsbereiche sind in eingemieteten Gebäuden untergebracht. Zudem befindet sich das Parkhaus für Besucher gegenüber der Lindstrasse, die Kindertagesstätte gegenüber der Haldenstrasse (Haus Y) sowie Personalhäuser (Haus U) an der Albanistrasse und Gottfried-Keller-Strasse.

## Auftrag und Organisation
Gemäss dem kantonalen Gesetz über das Kantonsspital Winterthur (KSWG) vom 19. September 2005 ist das Spital eine Anstalt des kantonalen öffentlichen Rechts mit eigener Rechtspersönlichkeit und Sitz in Winterthur. Als Zweck wird die überregionale medizinische Versorgung, die Unterstützung der Forschung und Lehre der Hochschulen sowie die Unterstützung der Aus-, Weiter- und Fortbildung in Berufen des Gesundheitswesens festgeschrieben. Der Zürcher Kantonsrat übt die Oberaufsicht aus, während der Regierungsrat die allgemeine Aufsicht ausübt und mittels Spitalliste die Leistungsaufträge festlegt.
Innerhalb des Kantonsspitals ist der Spitalrat das oberste Führungsorgan, der vom Regierungsrat für vier Jahre gewählt wird. Er hat die Aufsicht über die Spitalleitung und die Verantwortung für die Erfüllung der staatlichen Leistungsaufträge sowie für die strategische Ausrichtung des Spitals inne; präsidiert wird er aktuell von Franz Studer. Die Geschäftsleitung mit fünf Mitgliedern und dem Spitaldirektor ist für die operative Umsetzung der Strategie und das kommerzielle Ergebnis des Spitals zuständig. Die Spitalleitung wird von Spitaldirektor Guido Speck geführt.
Das KSW ist als Matrixorganisation aufgebaut und gliedert sich in Departemente, Kliniken, Institute, interdisziplinäre Fachbereiche und Zentren sowie Support-Bereiche:

### Departemente, Institute und Zentren
- Departement Chirurgie: Klinik für Gefässchirurgie, Klinik für Hand- und Plastische Chirurgie, Klinik für Kiefer- und Gesichtschirurgie, Klinik für Neurochirurgie, Klinik für Orthopädie und Traumatologie, Klinik für Urologie, Klinik für Viszeral- und Thoraxchirurgie, Zentrum Chirurgie am Kind
- Departement Medizin: Angiologie, Endokrinologie/Diabetologie, Gastroenterologie, Infektiologie, Nephrologie/Dialyse, Rheumatologie, Allergologie/Dermatologie, Kardiologie, Medizinische Onkologie, Medizinische Poliklinik, Neurologie, Pneumologie
- Departement Geburtshilfe und Gynäkologie: Klinik für Geburtshilfe, Klinik für Gynäkologie
- Departement Kinder- und Jugendmedizin: Klinik für Neonatologie, Klinik für Kinder-/Jugendmedizin und Psychosomatik, Sozialpädiatrisches Zentrum SPZ, Spezialsprechstunden
- Augenklinik
- Institute: Institut für Anästhesiologie, Institut für Labormedizin, Institut für Pathologie, Institut für Therapie und Rehabilitation, Institut für Radiologie und Nuklearmedizin, Institut für Radio-Onkologie
- Interdisziplinäre Fachbereiche: Notfallzentrum, OP-Betrieb, Zentrum für Intensivmedizin
- Zentren: Tumorzentrum, Gefässzentrum, Perinatalzentrum, Simulationszentrum
- Support-Bereiche: HR, Services & Versorgung, Organisationsentwicklung/ICT/Technik/Bau, Finanzen

### Forschung
Das Kantonsspital Winterthur ist per Gesetz verpflichtet die Forschung und Lehre zu unterstützen sowie die Aus-, Weiter- und Fortbildung in Berufen des Gesundheitswesens zu fördern. Am KSW genehmigt eine Forschungskommission aus elf Mitgliedern unterschiedlicher Kliniken und Berufsgruppen Standards und Regelungen für die Durchführung von Studien im Hause und berät die Direktion in forschungsstrategischen Fragen. Die Zentrale Studienkoordinaten, die der Forschungskommission untersteht, funktioniert als zentrale Melde- und Koordinationsstelle für Studien am KSW. Laufende Studien am Spital werden der Öffentlichkeit zur Verfügung gestellt.
Im Jahr 2019 starteten am Kantonsspital Winterthur – in den Departementen Medizin, Chirurgie, Geburtshilfe und Gynäkologie sowie den Instituten für Radiologie und Nuklearmedizin, Therapien und Rehabilitation, Anästhesiologie und Radio-Onkologie – 39 neue Forschungsprojekte, was einer Zunahme von über 40 % gegenüber dem letzten Jahr entspricht. Hervorzuheben sind das Tumor- wie auch Brustzentrum, die in der Krebsmedizin, insbesondere in der medizinischen Onkologie, wirken, an nationalen und internationalen Projekten teilnehmen und Mitglied der Schweizerischen Arbeitsgruppe für Klinische Krebsforschung (SAKK) sind. Zudem endete 2019 eine 2015 gestartete wissenschaftliche Studie zur präklinische Reanimation; bei 88 untersuchten Personen konnten 35 % lebend ins Spital gebracht werden, was deutlich über dem europäischen Durchschnitt von 25 % liegt.

### Direktoren
Dem Spital stand zu Beginn ein so genannter «Hausherr» vor. In den 1930er Jahren wurde diese Person «Verwalter» genannt, der das Spital leitete. Gleichzeitig war der Vorsitzende der Chefärztekonferenz – den der Regierungsrat in der Regel für vier Jahre wählte – der Vertreter gegen aussen und gehörte verschiedenen Kommissionen an, unter anderem der kleinen Baukommission. Seit 1995 steht der Spitaldirektor allein an der Spitze der Hierarchie. Aktuell (Stand: 2024) übt diese Funktion Guido Speck aus.
Hausherren
- 1871–1879 Hermann Koller-Sulzer[17]
- 1879–1887 Heinrich Ziegler-Schäppi[17]
- 1910–1933 A. Lyem

Verwalter bzw. Verwaltungsdirektor, ab 1995 Spitaldirektor
- 1933–1956 Eduard Albrecht
- 1956–1973 Max Roth
- 1973–1981 Hermann Schenkel
- 1981–2008 Jacques F. Steiner
- 2008–2022 Rolf Zehnder
- 2022–2024 Hansjörg Lehmann
- seit 2024 Guido Speck

Ärztliche Spitaldirektoren, ab 1971 Vorsitzende der Chefärztekonferenz:
- 1887–1899 Karl Walder
- 1899–1922 Robert Stierlin
- 1922–1926 Otto Roth
- 1926–1932 Emil Looser
- 1932–1935 Hans Conrad Brunner[A 2]
- 1935–1936 Emil Looser
- 1936–1939 Otto Roth
- 1939–1948 Otto Schürch
- 1948–1960 Hans Conrad Brunner
- 1960–1963 Adolf Max Fehr
- 1963–1967 Ferdinand Wuhrmann
- 1967–1977 Erich Glatthaar
- 1978–1982 Walter Bessler
- 1983–1987 Bruno Egloff
- 1988–1996 Adolf Hany

## Geschichte

### Erste Vorgänger-Einrichtungen: 13. bis 19. Jahrhundert

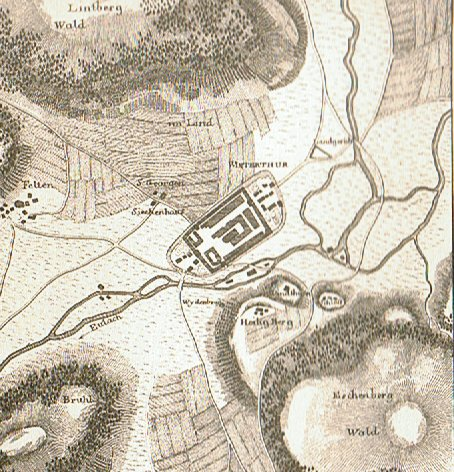
Winterthur um 1292: Das Siechenhaus ist ausserhalb der Stadt in Richtung Felten eingezeichnet.

Im Mittelalter sorgten sich meistens die Klöster und religiöse Gemeinschaften um die Armen- und Krankenpflege. Im 13. und 14. Jahrhundert zählte Winterthur 1500 bis 2000 Bürger, dazu sorgten Söldner, Pilger und Kaufleute für einen regen Durchgangsverkehr zwischen Zürich, dem Rhein und dem Bodensee. In Winterthur bestand zu dieser Zeit kein reiches Kloster, das die Aufgabe hätte übernehmen können, und aufgrund der Grösse wuchs das Bedürfnis nach einer gesundheitlichen Fürsorge.
Als eine der ersten gesundheitlichen Einrichtung Winterthurs ist das «Sondersiechenhaus zu St. Georgen» erwähnt, das Herzog Rudolf von Österreich und die Stadt Winterthur gestiftet hatten. Die Urkunde, die zwischen der Stadt und dem Herzog vorlag, ist auf den 24. Mai 1287 datiert. In der Einrichtung brachte man ausschliesslich Aussätzige, an Lepra erkrankte (auch «Sondersiechen» genannt), unter. Das Haus stand ausserhalb der Stadtmauer und am von der Stadt wegfliessenden Bach, um eine mögliche Verunreinigung der städtischen Wasserversorgung zu vermeiden. Im 16. und 17. Jahrhundert ging die Lepra-Erkrankung langsam zurück, weshalb das Sondersiechenhaus zu einer Pfrundanstalt (Armenhaus, Altersheim) für arbeitsunfähige Menschen wurde. Am 25. Februar 1813 beschloss der Stadtrat den Betrieb einzustellen, da das Pfrundhaus am Neumarkt bezogen werden konnte. So wurde das baufällige Gebäude 1828 – ausser der Kapelle, die 1882 für den Bau der Nordostbahn weichen musste – abgerissen.
Urkundlich wird bereits im Jahr 1306 eine Armen- und Krankenanstalt am heutigen Neumarkt in der Winterthurer Altstadt als Stiftung der damaligen Bürgerschaft erwähnt. Diese wurde Heiliggeist-Spital genannt, aufgrund einer Stiftung eines Altars zum heiligen Geist durch Königin Agnes von Ungarn an die Stiftskapelle in Königsfelden. Später wurde es als «unteres Spital» bezeichnet und galt als Gegensatz zum «oberen Spital», wo vermögendere Bürger sich behandeln liessen. Das obere Spital wurde 1528 verkauft und in das Haus neben dem unteren Spital verlegt. Die beiden Einrichtungen dienten über 200 Jahre lang der Alters- und Sozialfürsorge, zur Krankenbehandlung, als Waisenhaus und Unterkunft für unbemittelte Durchreisende, bis sie den Ansprüchen nicht mehr genügten, schrittweise von 1788 bis 1814 abgerissen und am gleichen Ort – mit verschiedenen Erweiterungen – wieder aufgebaut wurden. Nach der Neueröffnung hiess das Spital «Bürgerliche Pfrund-, Armen- und Krankenanstalt» und in den 1860er Jahren behandelte man 200 bis 300 Kranke.

### Einwohnerspital: 1876–1885

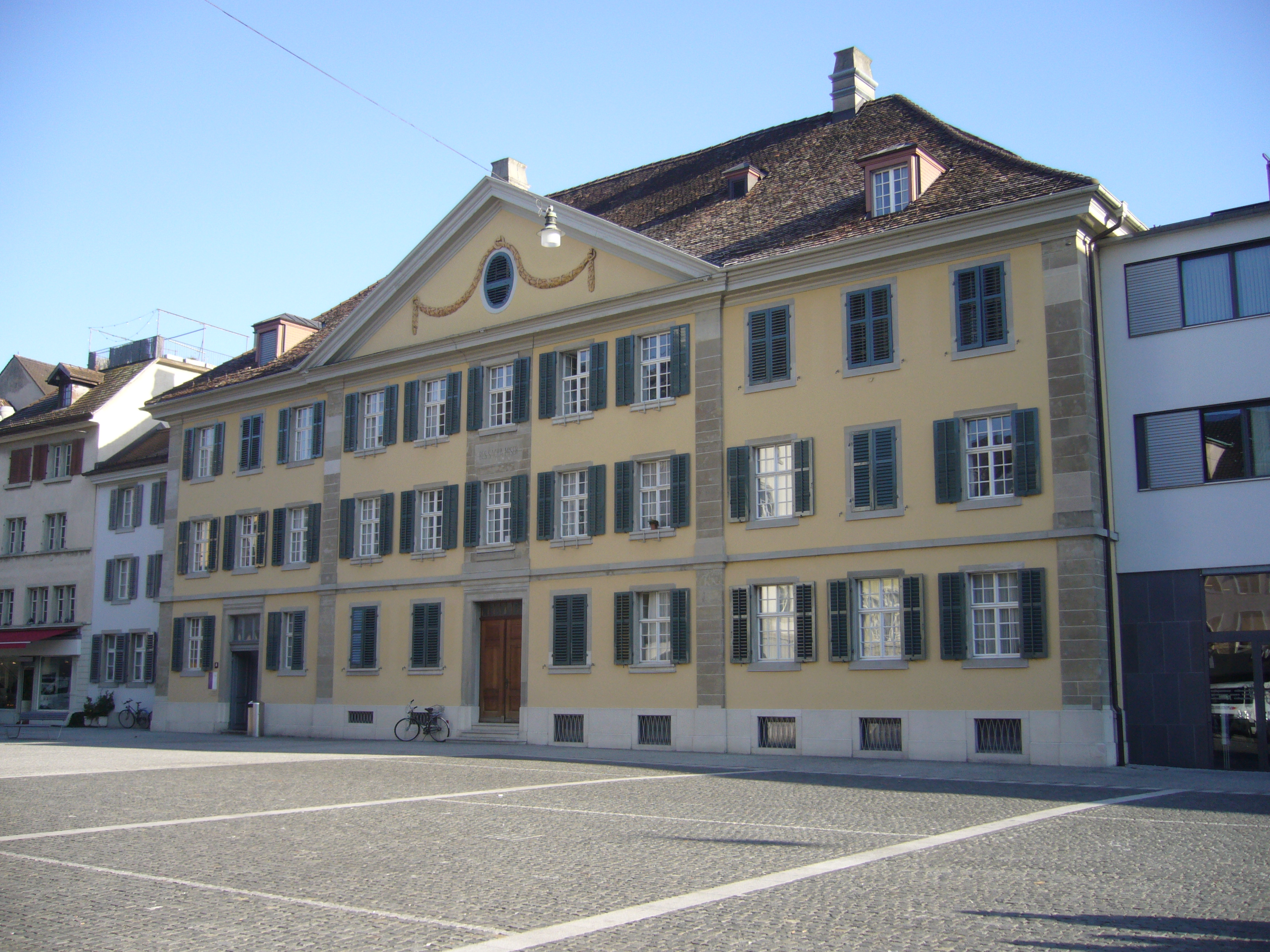
Ehemaliges «unteres Spital», neu erbaut 1814 von Salomon Sulzer (1751–1807); heute Altersheim

Die blühende Industrie, unter anderem durch die Gebrüder Sulzer, Giesserei in Winterthur und J. J. Rieter & Cie., sowie der zunehmende Verkehr verursachte der Stadt Winterthur in der Mitte des 19. Jahrhunderts durch viele Zuzüge ein grosses Bevölkerungswachstum. Das bisherige Spital am Neumarkt vermochte die Patientenzahlen nicht mehr zu stemmen, weswegen es Forderungen für ein Einwohnerspital gab, das sämtlichen Einwohnern der Stadt offen stehen sollte.
An der Bürgerversammlung vom 18. Januar 1869 stellten die Anwesenden daher folgende Anträge:
1. Abtrennung der Krankenanstalt vom bürgerlichen Armenwesen und Unterstellung der politischen Gemeinde als besondere Stiftung.
2. Neben dem vom Armengut zu leistenden Beitrag soll die neue Stiftung einen angemessenen Beitrag aus dem politischen Gemeindegut erhalten.
3. Diese neue Organisation soll für die nächsten acht bis zehn Jahre für das bisherige Spital gelten, bis zur Erstellung eines Neubaues.

Trotz des Wunsches nach einem neuen Spital fehlten die finanziellen Mittel, sogar ein Gesuch zur Beteiligung an den Baukosten lehnte die Zürcher Kantonsregierung ab. Private Sammlungen, unter anderem unterstützt durch Herrn Imhoof-Hotze mit 100'000 sowie Gebr. Sulzer mit 25'000 und Rieter mit 10'000 Franken, ergaben einen finanzielle Zustupf von total 250'000 Franken. Die politische Gemeinde und die Bürgergemeinde sprachen zusätzlich 341'730 Franken, weswegen an der Gemeindeversammlung vom 21. Dezember 1873 der Beschluss, dass am südwestlichen Fusse des Lindberges eine neue Anstalt zu errichten sei, gefällt werden konnte.
Unter der Leitung des Architekten Emil Kaspar Studer (1844–1927) und des Stadtbaumeisters Joseph Bösch (1839–1922) begannen im Mai 1874 die Bauarbeiten. Am 15. November 1876 wurde das «Einwohnerspital» mit 90 Betten eröffnet, und von da an trennte man das Kranken- vom Armenwesen. Im Jahr 1877 folgte bereits ein weiterer Bau, ein Leichenhaus.

Pläne des Einwohnerspitals, 1871
Aussenansicht des Einwohnerspitals, 1871
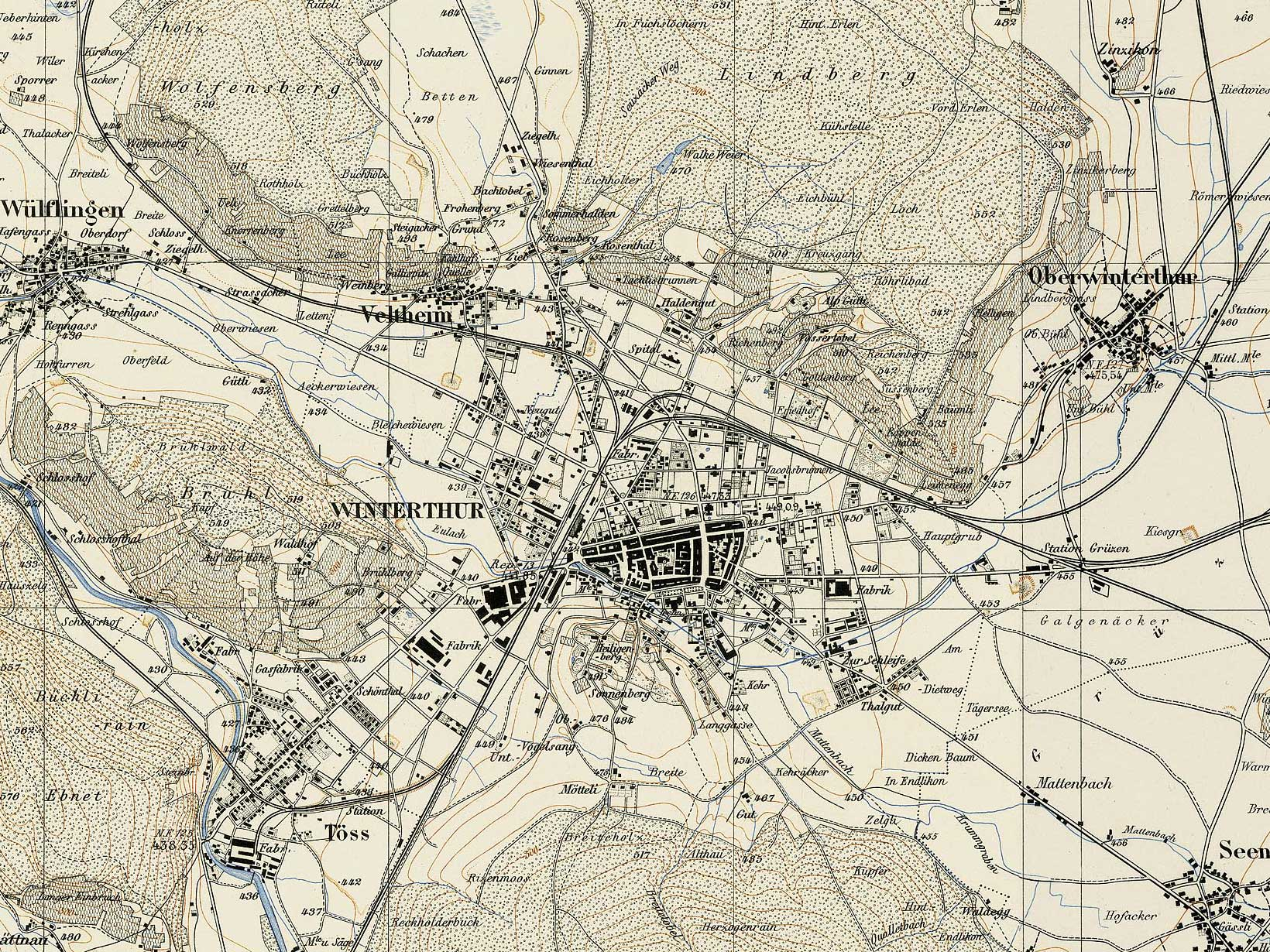
Lage des Spitals am Fuss des Lindbergs, Siegfriedatlas (1881)

### Übernahme durch den Kanton Zürich
Bereits wenige Jahre nach der Eröffnung des neuen Spitals wurden Stimmen für eine Übernahme durch den Kanton Zürich laut. So reichten am 21. Juni 1880 die Gemeinden der Bezirke Andelfingen, Bülach und Pfäffikon eine Petition beim Zürcher Kantonsrat ein. Die «Kantonale gemeinnützige Gesellschaft für Dezentralisation des Spitalswesen» reichte ein Jahr später eine weitere ein. Aufgrund des Nationalbahn-Debakels 1878 schlitterte die Stadt Winterthur in eine schwerwiegende Schuldenkrise und es folgten von Dezember 1880 bis Mai 1881 erste Verhandlungen über den Verkauf des Spitals – zu einem Preis von 450'000 Franken – an den Kanton. Die Verhandlungen wurden jedoch aufgrund der unklaren finanziellen Lage der Stadt Winterthur verschoben und erst im Dezember 1884 wieder aufgenommen. Am 7. Dezember 1884 fand eine Versammlung im Kasino Winterthur statt, wo ein erneutes Gesuch um eine baldige Ausarbeitung einer Gesetzesvorlage an den Kantonsrat eingereicht wurde.
Obwohl der Dekan der Medizinischen Fakultät bereits am 1. Dezember 1880 und auch ein Expertenbericht vom 15. Juli 1885 der Professoren Hermann Eichhorst, Rudolf Ulrich Krönlein, Johann Friedrich Horner und Oskar Wyss forderten, dass das Einwohnerspital Winterthur zu einer «Filiale» des Zürcherischen Kantonsspital werden sollte, wehrte sich Winterthur entschieden dagegen. Die Degradierung zu einer Versorgungs- oder Verpflegungsanstalt war als Überlegung gedacht, dass in Zürich der Unterricht und die Lehre bleibt. Nach längeren Überlegen stellte sich der Regierungsrat auf die Seite Winterthurs, reduzierte aber den Kaufpreis auf 400'000 Franken.
Am 5. August 1885 wurde ein Vertrag zwecks Übernahme durch den Kanton aufgesetzt. Er regelte unter anderem, dass das Einwohnerspital weiterhin als Heilanstalt betrieben wird. Ebenso sollten 200'000 Franken des Kaufpreises durch eine Schenkung des Winterthurers J. Schoch gestiftet werden. Die weiteren 200'000 Franken wurden von einem Darlehen an die Stadt Winterthur von einer Million Franken in Raten zu 50'000 Franken im Verlauf dreier Jahre abgezogen. Am 6. Dezember 1885 fand eine kantonale Referendumsabstimmung unter der Bezeichnung «Übernahme des Einwohnerspitals Winterthur durch den Kanton» statt. Bei einer Beteiligung von 59'378 Abstimmenden (80,00 % Stimmbeteiligung) stimmten 45'027 mit Ja (83,38 %) und 8'975 (16,62 %) mit Nein. In den Übernahmebestimmungen wurde nun dann auch festgeschrieben, dass «unheilbare Kranke von Zürich [nicht] in den Kantonsspital dirigiert werden können». Per 1. Januar 1886 erfolgte die Übernahme durch den Kanton und eine Umbenennung in Kantonsspital Winterthur.

### Fortlaufende Erweiterung der Gebäude
|                    | 1880 | 1881  | 1882  | 1883  | 1884  | 1885  |
| ------------------ | ---- | ----- | ----- | ----- | ----- | ----- |
| Zahl der Patienten | 458  | 701   | 1'128 | 1'325 | 1'738 | 2'228 |
| Zahl der Audienzen | 970  | 1'539 | 2'773 | 3'415 | 4'151 | 5'355 |

Nach der Übernahme durch den Kanton herrschte zunehmend Raumnot, insbesondere auch bei Truppenzusammenzügen des Schweizer Militärs in der Umgebung. So bat man 1906 sogar den Oberfeldarzt, «weitere [Truppen-]Zuschübe zu sistieren».
Im Jahr 1887 entstand ein Waschhaus, das 1905 um einen modernen Desinfektionsapparat von den Gebr. Sulzer erweitert wurde. Für die steigenden Patientenzahlen und deren Behandlung kaufte der Kanton als erste Landerweiterung die unmittelbar westlich des Spitalgebäudes gelegene Haldengutwiese im Jahr 1892 für 140'000 Franken. Ein eingeschossiges Absonderungshaus mit 46 Betten wurde ab 1893 darauf errichtet und 1895 bezogen. Ein ebenfalls einstöckiges Diphtheriegebäude für rund 30 Patienten wurde nebenan gebaut, das im August 1897 in Betrieb ging. Die Kosten für die beiden vom Kantonsrat bewilligten Bauten beliefen sich auf rund 293'000 Franken.
Erste Klosetts mit Wasserspülungen wurden bereits 1899 eingerichtet. Im Jahr 1900 erfolgte die Einrichtung eines «Röntgenkabinettes» im Keller des Absonderungshauses für 4'300 Franken. Die Stromversorgung stellte die Bierbrauerei Haldengut unentgeltlich sicher – im Gegenzug erhielten die Angestellten der Brauerei im Spital eine bevorzugte Behandlung – da der Anschluss des Spitals an das Elektrizitätsnetz der Stadt Winterthur erst 1904 erfolgte. Somit war auch die Beleuchtung in Hauptgebäude und Operationssaal möglich. 1903 wurde die Küche erweitert und in den Jahren 1907/1908 erneuerte man die Heizanlage, das Kesselhaus und das Hochkamin.
Im Jahr 1909 eröffnete ein hydrotherapeutisches Institut, welches Heissluft- und Massagebehandlungen durchführte sowie Bäder, insbesondere auch ein Dauerbad, anbot. Südöstlich des Hauptgebäudes entstand ein Neubau. Nach 14 Monaten Bauzeit konnte am 15. August 1911 eine Poliklinik eröffnet werden. In dem dreistöckigen Gebäude befanden sich im Erdgeschoss unter anderem Untersuchungszimmer, ein Operationssaal für ambulante Patienten und ein Apothekerraum, in den beiden weiteren Geschossen Unterkünfte für drei Ärzte und sieben Krankenschwestern wie auch für weibliches Ökonomiepersonal.
Das 1893 errichtete Absonderungshaus erhielt 1914 zwei zusätzliche Stockwerke. Nach einer einjährigen Bauzeit konnte im Oktober 1915 im Gebäude eine neue medizinische Abteilung eröffnet werden. Dank der Erweiterung erhöhte sich die Anzahl der Betten: neu 60 Betten im Parterre für Infektionskrankheiten, 65 Betten im ersten Stock für Scharlach- und Diphtheriekranke und 20 Betten- sowie 12 Personalzimmer im Dachstock. Das im Jahr 1897 in Betrieb genommene Diphtheriegebäude wurde anschliessend umgebaut und der neu eingeführten Geburtshilfliche Abteilung zur Verfügung gestellt. Diese konnte am 1. November 1916 eröffnet werden und beherbergte im Parterre 32 Betten, im ersten und zweiten Geschoss 38 Frauen- und 25 Säuglingsbetten, je ein Gebär- und Operationssaal sowie ein Eklampsiezimmer, ein Labor und einige Personalzimmer. Im selben Jahr kam das erste Kind im Kantonsspital zur Welt. Um 1903 war eine Oberschwester für die Beschaffung der Medikamente zuständig; meistens bezog sie diese in den Apotheken der Stadt. 1926 stellte der Regierungsrat nach der Vergrösserung der Apotheke einen Apotheker – Hans Märki – an. Die Spitalapotheke gliederte man aber infolge Sparmassnahmen am 1. Januar 1937 der Kantonsapotheke Zürich (KAZ) an.

### Dreiteilung des Spitals
Per 1. Januar 1917 erfolgte eine organisatorisch Aufteilung in drei unabhängige Abteilungen mit eigener Leitung: eine chirurgische, medizinische und geburtshilfliche Abteilung. Damals arbeiteten 49 Krankenschwestern – 31 vom Roten Kreuz Zürich, 13 von der Pflegerinnenschule Zürich, 2 Hebammen und 3 nicht diplomierte Personen – im Spital.
Wie bis anhin üblich hinkte die Raumkapazität dem Bevölkerungswachstum und folglich den Patientenströmen nach. Im Vergleich zur Entlastung des Kantonsspitals Zürich, indem in der Stadt Zürich sowie in den der Stadt angrenzenden Bezirken eine Vielzahl staatlicher Gemeinde- und Bezirkasyle entstanden, blieb dies in der Stadt Winterthur und den umliegenden Bezirken (Andelfingen und Pfäffikon) aus. Es wurde bereits, insbesondere auf der Geburtshilflichen Abteilung, mit Wartelisten gearbeitet. So stellten im Jahr 1918 die Vereinigten Krankenkassen – mit Unterstützung des Winterthurers Stadtrat (Exekutive) – eine Eingabe an den Regierungsrat, die eine Spitalvergrösserung forderte, wenn auch ohne Erfolg. Das Wachstum machte sich nach der Neuorganisation in drei Abteilungen auch in den medizinischen und chirurgischen Modernisierung bemerkbar. So stellte man beispielsweise im Jahr 1918 erstmals eine Röntgenschwester infolge der Erweiterung der Röntgendiagnostik und eine Assistenzärztin ein und der erste Krankenwagen, der die Droschke ersetzte, wurde in Betrieb genommen. 1924 kam es erstmals zu einer Bluttransfusion in der chirurgischen Abteilung. Von 1918 bis 1925 gab es nur kleine Erweiterungen: Im Jahr 1918 wurde ein Doppelwohnhaus in Spitalnähe für die Schwestern und das Hauspersonal erworben, 1919/1920 ein Sektionshaus errichtet und die Waschküche erweitert, 1921 erfolgte der Bau eines Angestelltenhauses.

Luftaufnahme aus dem Jahr 1923; die Baugerüste für die Aufstockung des damaligen Hauptgebäude sind ersichtlich. Aufgenommen durch Walter Mittelholzer.

Da die Direktion und die Verwaltung sowie die Krankenkassenvereinigung von Winterthur und Umgebung und der Stadtrat, der auch noch feuerpolizeiliche Bedenken aufwarf, wiederholt auf die Zustände hinwiesen, widmete sich die Regierung ab 1920 der Thematik. Zu Beginn diskutierte er über die Erstellung eines neuen Absonderunghauses, einigte sich jedoch danach auf den Vorschlag der Baudirektion: eine Aufstockung des Hauptgebäudes. Der Kredit von 955'000 Franken kam am 2. April 1922 als obligatorisches Referendum vor das Zürcher Volk und wurde bei einer Stimmbeteiligung von 80,92 % mit 78'041 (75,40 %) Ja- zu 25'457 (24,60 %) Nein-Stimmen deutlich angenommen. Die Aufstockung des Hauptgebäudes konnte im Herbst 1925 übernommen werden und es standen 53 Patienten- und 54 Betten für Angestellte zur Verfügung. Insgesamt waren nun 422 Normalbetten im gesamten Spital vorhanden.
Weil sich im Hauptgebäude die Chirurgie und auch die Abteilungen der Medizin und Geburtshilfe befanden, litt der Betrieb organisatorisch und bald mussten wieder Notbetten aufgebaut werden. Bereits im März 1928 wurde die Zürcher Regierung auf die Raumverhältnisse der geburtshilflichen Abteilung aufmerksam gemacht. Es fehlten insbesondere ein aseptischer Operationsraum sowie ein grösserer Gebärsaal und Wöchnerinnen; gynäkologische Patientinnen und Schwangere lagen in den gleichen Zimmern. Zudem verdoppelte sich beinahe die Zahl der Geburten in nur sechs Jahren, von 455 im Jahr 1927 zu 690 im Jahr 1933. Jedes Jahr mussten auch um die 400 gynäkologische Eingriffe durchgeführt werden. Daher beschloss der Zürcher Regierungsrat am 26. Mai 1932 die Ausarbeitung eines Projektes zur Erweiterung der Frauenklinik. Am 5. Mai 1935 stimmte das Zürcher Volk mit 84,18 Prozent Ja-Stimmen einem Neubau eines isolierten Baukörpers mit Verbindungstrakt zum alten Gebäude für 867'000 Franken zu. Er konnte 1937 eingeweiht werden und beherbergte 93 Erwachsenen- und 43 Säuglingbetten.
Insbesondere die Kriegsmobilmachung 1939 verursachte am Kantonsspital weitere Kapazitätsnöte. Gezwungenermassen funktionierte man den Sitzungssaal im Mittelbau zu einem Krankenzimmer um und die Armee erstellte vor dem Hauptgebäude zwei Baracken. Das Militär zog alle Chirurgen ein; das eigene Luftschutzpersonal versah alle Fenster mit Splitterschutzvorrichtungen und füllte 2'000 Sandsäcke. Zudem wurden für 19'000 Franken Verdunklungsmassnahmen sowie eine Aufstockung der Lebensmittelvorräte vollzogen. Im gleichen Jahr organisierte das Spital erstmals mit dem Schweizerischen Roten Kreuz einen Blutspendedienst. Für die chirurgische Abteilung wurde 1944 eine Aussenstation mit 25 bis 30 Betten eröffnet. Um die drei Abteilungen organisatorisch zu entlasten, wurde im Januar 1945 die Stelle eines externen otorhinolaryngologischen Assistenten geschaffen, der unter anderem Spiegelungen der Luft- und Speiseröhre durchführte. Im selben Jahr ruf man auch eine psychiatrische Poliklinik am Spital ins Leben.

### 1947–1970: Ausbau zum Zentrumsspital

#### Erste Bauetappe
Auch die Erweiterungen der letzten 20 Jahre brachten keine nachhaltige Lösung der Platzprobleme. Im Frühjahr 1942 stellte man bei einer Bestandsaufnahme fest, dass sich neben 395 Normalbetten in der medizinischen Abteilung 138 Notbetten befänden. Daher begann man – auf Initiative des damaligen chirurgischen Chefarztes Otto Schürch – bereits um 1940/1941 mit der Erstellung eines Raumprogrammes und eröffnete einen Wettbewerb für einen Neubau. Die vorgelegten Pläne des Winterthurer Architekten Edwin Bosshardt überzeugten und wurden am 30. November 1947 der Zürcher Bevölkerung vorgelegt, die dem Kredit von 40,8 Millionen Franken mit einem Ja-Stimmenanteil von 65,65 Prozent zustimmte.

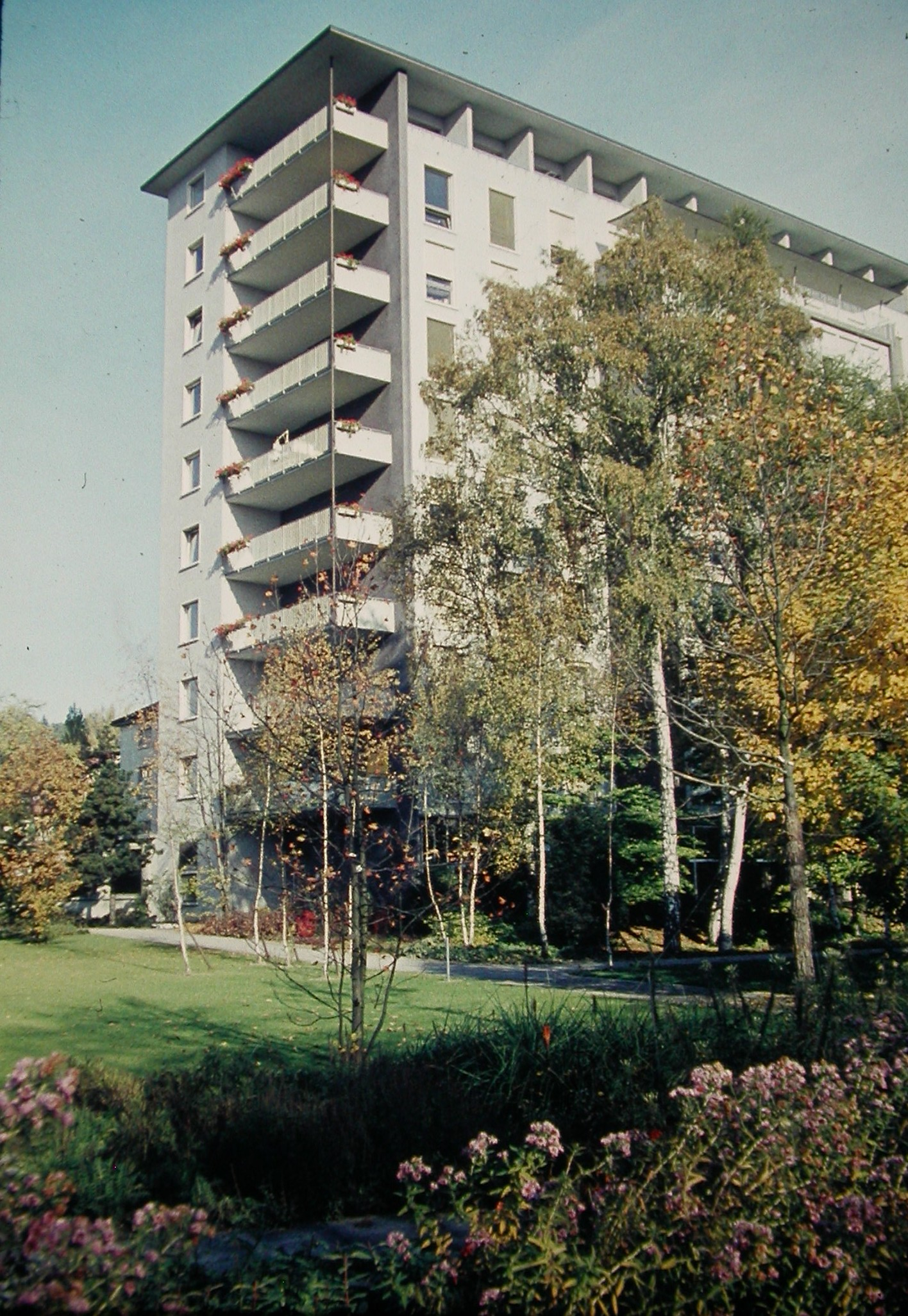
Neubau des Bettenhauses (1957–1958), Aufnahme von 1959

Da die Neubauten an Stellen, wo bereits Gebäude vorhanden waren, erbaut werden sollten, waren die Errichtung eines Gebäudes nach dem anderen und anschliessende Umzüge zur Ermöglichung von Abrissen unvermeidbar. Den Auftakt machte im September 1948 ein Neubau eines Schwesternhauses an der Brunngasse, das am 10. Oktober 1950 eröffnet wurde und durch die Verschiebung der Schwesternzimmer aus dem Dachstock des Hauptgebäudes Platz machte. 1952 wurde mit einem Technikgebäude für die Wäscherei, Werkstätten, Heizung inklusive Hochkamin, Garage und Küche begonnen und von 1954 bis 1956 fertiggestellt. Um den während vieler Jahrzehnte herrschenden Mangel an Pflegepersonal besser begegnen zu können, erfolgte im September 1948 die Gründung einer Krankenpflegerschule. Diese verlegte man 1952 von den Militärbaracken vor dem Hauptgebäude in ein neu erworbenes Haus an der Gottfried-Keller-Strasse und im Januar 1953 wurde sie offiziell anerkannt. Die medizinische Abteilung im Absonderungshaus konnte nun einerseits in den Baracken und andererseits im frei gewordenen Dachstock des Hauptgebäudes untergebracht werden, womit das Absonderungshaus abgerissen werden konnte. An der Stelle des abgebrochenen Absonderungshauses fand am 7. November 1954 die Grundsteinlegung des neunstöckigen Bettenhauses statt. Im selben Jahr wurde das «Diphtheriehaus» abgerissen, damit ein fünfstöckiger Behandlungstrakt gebaut werden konnte. Am 28. Juni 1958 konnte das neue Bettenhaus und der Behandlungstrakt unter Anwesenheit der Zürcher Regierung und weiterer Prominenz eingeweiht werden.

Kantonsspital Winterthur am 13. Februar 1958; ersichtlich ist das neu gebaute Bettenhaus und das heute abgerissene Hauptgebäude. Fotografiert von Werner Friedli

Im Jahr 1958 verfügte das Spital über folgende nun Kliniken genannte Spezialeinheiten und Dienste: Medizinische Klinik, Chirurgische Klinik, Frauenklinik, Physikalische Therapie, Röntgenabteilung und Strahlentherapie, Pathologisches Institut, Psychiatrische Poliklinik, Krankenpflegerschule, Fürsorgedienst, Verwaltung mit Ökonomie und Technischer Dienst. In der Strahlentherapie erfolgte die Behandlung in den fünf Gruppen Gymnastik, Massage, Elektro-Thermo-Therapie, Packungen und Bäder; insbesondere das Gehbad war ein Gewinn. Die Strahlentherapie verfügte über einen neuen Tomograph, ein Aorto-Arteriographie-Gerät und ein Kobalt-60-Rotationsgerät. Das Pathologische Institut führte auch Untersuchungen für die sechs zürcherischen Spitäler Bauma, Bülach, Pfäffikon, Rorbas, Rüti und Wetzikon sowie die thurgauischen Spitäler Frauenfeld und Münsterlingen durch.

#### Zweite Bauetappe
Obwohl für die zweite Bauetappe erst ein Umbau des Hauptgebäudes angedacht war, kamen bereits während den Fertigstellungsarbeiten für das neue Bettenhaus und den Behandlungstrakt Zweifel auf, ob dieser Umbau sinnvoll sei. Verschiedene Untersuchungen ergaben, dass sich das Kellermauerwerk und das Fundament in sehr schlechtem Zustand befanden. Bei einigen Stichproben stellte sich der Zustand der hölzernen Balkendecken über dem Keller, dem Erdgeschoss und dem ersten Stock noch als befriedigend heraus; trotzdem waren die Gutachter der Meinung, dass ein Einzug massiver Deckenkonstruktionen notwendig sei. In den beiden Hauptgeschossen hätten Boden- und Wandbeläge, die Rollläden, die elektrischen und sanitären Einrichtungen, die Heizungsinstallationen und der grösste Teil der Schreinerarbeiten erneuert werden müssen. Das später aufgestockte zweite Obergeschoss und das Dachgeschoss hätten sich jedoch in besserem Zustand befunden. Die weiteren Untersuchungen ergaben, dass der im Kostenvoranschlag für den Umbau des alten Hauptgebäudes budgetierte Betrag nicht genügen würde und dass sich auch mit grösserem Aufwand ein Umbau gegenüber einem Neubau nicht lohne. Aufgrund dieser Sachlage entschloss der Regierungsrat, den Umbau fallenzulassen und die Projektierung eines Neubaus zu veranlassen.
Das wieder vom Architekten Edwin Bosshardt stammende Projekt sah einen Neubau für die Frauen- und Kinderklinik, ein Personalhaus, den Um- und Ausbau des stehengebliebenen Teiles der alten Frauenklinik, eine unterirdische Garage sowie Anpassungen der zentralen technischen Einrichtungen vor: Für die Frauen- und Kinderklinik plante er einen einfachen, turmartigen Baukörper mit einer Grundfläche von 31 × 33 Meter und einer Höhe von 50 Meter, der sich in drei Kellergeschossen, dem Erdgeschoss und zwölf Vollgeschosse sowie eine zurückgesetzte zweistöckige Dachaufbauten gliederte. Der Zugang zum Gebäude erfolgte westlich über eine windgeschützte Vorhalle, die sich bis zum Haupteingang des bestehenden Spitalbaues fortsetzte.
300 Meter vom Zentrum der Spitalanlage entfernt plante man ein Personalhaus an der Rychenberg-/Albanistrasse, das sich in einen U-förmigen talseitigen Trakt und einen bergseits daran anschliessenden Trakt gliederte. Es umschloss einen 20 Meter breiten und 57 Meter langen Binnenhof, wo sich auch der Eingang zur Schule und zu den Wohngeschossen des oberen Traktes befindet. Im unteren Trakt auf der Seite der Albanistrasse, etwa in der Mitte des betreffenden Flügels, befindet sich der Haupteingang des Gebäudes. Die 1948 gegründete Krankenpflegeschule wurde von der Gottfried-Keller-Strasse – mit einem Zwischenstopp 1964 in der «Sulzer-Forrer-Villa», die danach der Psychiatrischen Poliklinik als Behandlungsstation zur Verfügung stand – in dieses neue Gebäude verlegt. Ebenso passte man im Jahr 1967 das Reglement an, sodass von nun an Frauen an der Schule lernen durften; 1970 diplomierten die ersten Schwestern. Für den Polikliniktrakt war eine umfassende Erneuerung und teilweise Erweiterung des noch vorhandenen Teiles der Frauenklinik geplant. Für die Laboratorien war in der Nähe ein kleines separate Gebäude, das via Kellergeschoss mit dem Polikliniktrakt verbunden war, geplant. Ein aufgestocktes Vollgeschoss diente den weiteren Raumbedürfnissen der Kantonsapotheke und verschiedenen Spezialabteilungen. Die unterirdische Garage sollte zwischen der Frauen- und Kinderklinik und der Brauerstrasse liegen. Es war eine rund 27 × 100 Meter grosse offene Einstellhalle mit Platz für 66 Wagen – insbesondere für Ärzte und Angestellte im Mietverhältnis – vorgesehen. Die Decke der Garage war befahrbar und diente als Parkplatz. Als Anpassungen der technischen Einrichtungen war der Einbau von Ölfeuerungseinrichtungen, die Vergrösserung der Tankanlage, die Ergänzung der elektrischen Hauptverteilanlagen, den Ausbau der Notstromanlage und die Erweiterung der Wäscherei geplant.
Die Ausführung sollte in zwei Etappen erfolgen: Erstere mit einer Bauzeit von drei bis vier Jahren den Neubau der Frauen- und Kinderklinik, des Personalhauses und der unterirdischen Garage sowie die Anpassungen bei den zentralen technischen Einrichtungen. Letztere mit einer Bauzeit von zwei Jahren für den Umbau der Frauenklinik zum Polikliniktrakt. Der Voranschlag rechnete mit Kosten von 37,4 Millionen Franken; 28,6 Millionen für die Anlagen auf dem Spitalareal und 8,8 Millionen für das Personalhaus. Da vom 1947 bewilligten Kredit noch 7,4 Millionen Franken zur Verfügung standen und die Stadt Winterthur sich mit zwei Millionen für die Erstellung des zusätzlichen Bettengeschosses für die Frauenklinik beteiligte, musste dem Zürcher Volk nur ein Kredit für 28 Millionen Franken vorgelegt werden. Am 25. Juni 1961 stimmte es dem Kredit bei einer Stimmbeteiligung von 50,44 Prozent mit einem Ja-Anteil von 90,71 Prozent zu.
Das als «Kleinod im Kranze der städtischen Anlagen» bezeichnete alte Hauptgebäude wurde im Herbst 1961 abgerissen. Im Frühjahr 1962 begann der Neubau des Hoch- und Personalhauses. Im Jahr 1963 stellten die Behörden fest, dass im Kanton Zürich dem Andrang für Eingriffe an den Augen nicht mehr gerecht werden konnte; so arbeitete man in Zürich bereits mit Wartelisten. Die Geschäftsprüfungskommission des Kantonsrats reichte am 23. Dezember 1963 dem Regierungsrat ein Postulat mit der Bitte um Prüfung zur Entlastung der Augenklinik ein. Nach der Prüfung fiel der Beschluss, dass das Magazingeschoss im fünften Geschoss des Hochhauses durch eine Augenklinik ersetzt und die Magazinräume neben der unterirdischen Autoeinstellhalle einzurichten seien. Die Zürcher Bevölkerung stimmte dem Nachkredit von 1,7 Millionen Franken am 5. Juli 1964 mit einem sehr hohen Ja-Anteil von 94,17 Prozent zu. Am 24. Januar 1968 übergab man das Personalhaus an der Albanistrasse dem Betrieb, am 2. Juli 1968 auch das KSW-Hochhaus (damals das zweithöchste Gebäude der Stadt). Daher konnte auch im Juli 1968 eine Kinderklinik und im Februar 1969 eine Augenklinik eröffnet werden. Im selben Jahr wie die Eröffnung der Augenklinik wurde ohne wesentliche bauliche Veränderung eine medizinische Intensivstation mit acht bis zehn Betten in der medizinischen Klinik eingeführt.

#### Dritte Bauetappe
Nun stand eigentlich der Umbau des Polikliniktraktes bevor. Weil sich jedoch seit der Abstimmung 1961 verschiedene Voraussetzungen wie zum Beispiel die Raumbedürfnisse des medizinisch-chemischen Instituts, der Strahlenabteilung und der Kantonsapotheke geändert hatten, zog man einen Neubau in Betracht. Im bisherigen Gebäude, das in den Krisenjahren 1935 bis 1937 unter Anwendung von Sparmassnahmen errichtet worden war, waren unter anderem nur niedrige Hohlräume statt normaler Kellerräume vorhanden und die technischen Installationen waren veraltet und in schlechtem Zustand. Gleichzeitig gab es auch Diskussionen über die Zweckmässigkeit der geplanten unterirdischen Garage, da für allenfalls weitere Erweiterungen des Kantonsspitals wertvoller Platz verloren ginge, ebenso über das Dach beim Vorfahrt- und Warteplatz.

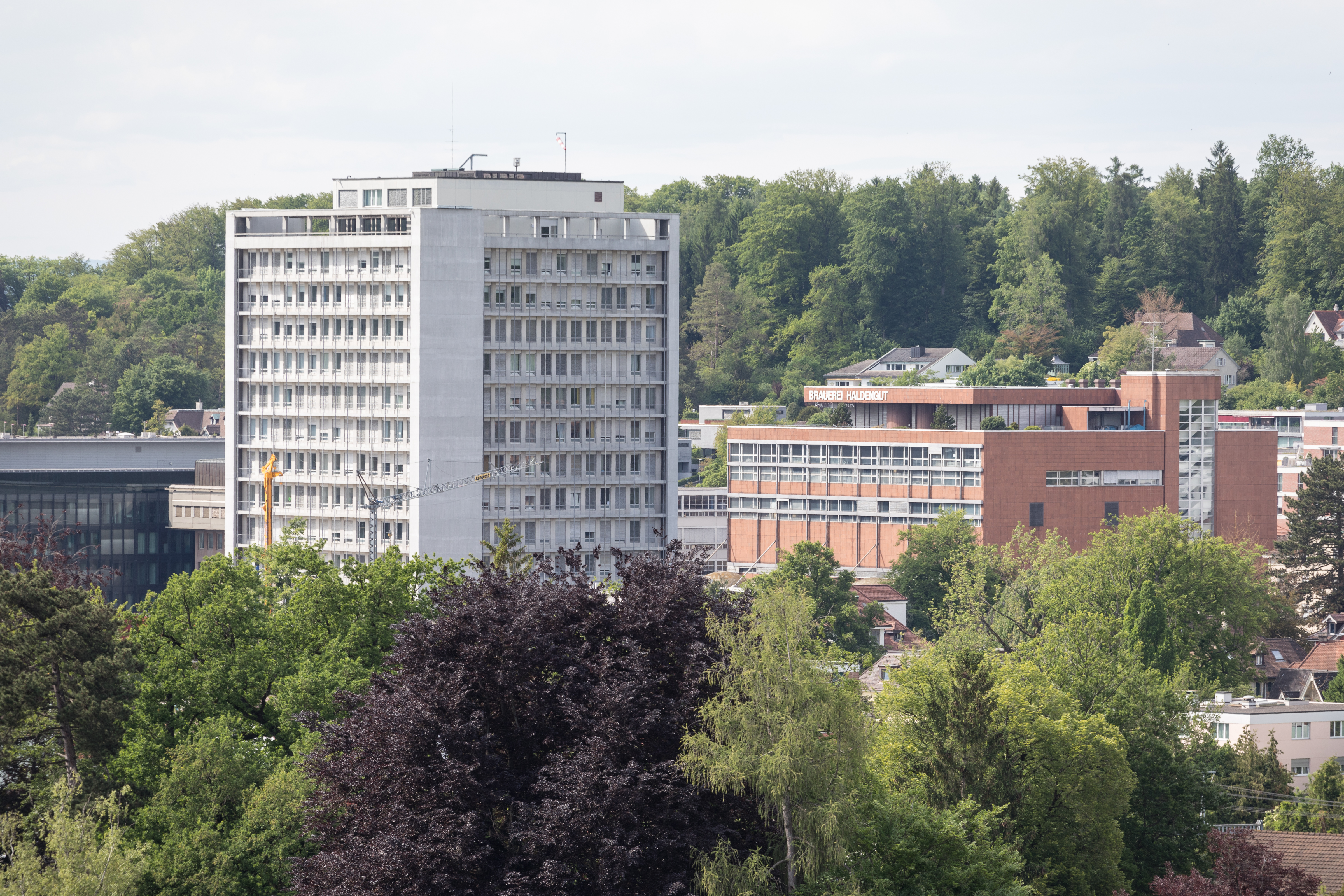
Das 1968 eröffnete Hochhaus

Aufgrund der veränderten Bedürfnisse und den baulichen Schwierigkeiten wurde der Bevölkerung ein kostenneutraler Kredit für 9,2 Millionen Franken vorgelegt, der am 23. März 1969 mit 84,6 Prozent der Stimmen Zustimmung fand. Die damals moderne Bauweise in einem Eisenskelett sowie mit Betondecken und Fassadenverkleidung erlaubte eine rasche Vollendung des Rohbaus; der Innenausbau war Ende 1972 abgeschlossen. So konnte am 26. März 1973 der neue Polikliniktrakt für das Pathologische Institut, eine Chirurgische Klinik, eine Medizinische Poliklinik, die Nuklearmedizin und die Anästhesiologie sowie einem Helikopterlandeplatz auf dem Dach eröffnet werden. Das Wirtschaftsgebäude über der Wäscherei wurde nach der Fertigstellung der grossen Bauten für die Spitalapotheke, die bis anhin im Haus der Lindstrasse 18a war, aufgestockt und konnte im November 1975 bezogen werden. Es gelang, den Kostenvoranschlag für die drei Bauetappen teuerungsbereinigt einzuhalten.
Während den drei Bauetappen setzte das Kantonsspital auch einige organisatorische Massnahmen um: So stellte es 1952 eine Fürsorgerin und 1960 einen hauptamtlichen Pfarrer an. Im Jahr 1963 trennte es das Medizinisch-Chemische Zentrallabor von der Kantonsapotheke ab und richtete ein Nuklear-Medizinisches Labor in der Röntgenabteilung ein. Da ab 1965 die Intubationsnarkose gegenüber der Lokalanästhesie an Bedeutung gewann, wünschten auch die umliegende Regionalspitäler an der moderneren Technik teilzuhaben. Daher gründete das Kantonsspital zusammen mit den Spitälern Bauma, Wald, Rüti, Uster, Wetzikon, Pfäffikon ZH, Bülach, Dielsdorf und der Privatklinik Lindberg eine regionale Anästhesieabteilung – ein Novum in der Schweiz. Weiter kamen in Winterthur im Laufe der Jahre verschiedene medizinische Disziplinen hinzu: Laparoskopie 1958, Gastroskopie 1967, Kolonoskopie 1974. Um das vorwiegend weibliche Personal zu entlasten, führte das Spital 1971 erstmals einen Kinderhort für die Angestellten ein.

### 1970–1990: Konsolidierung
Die drei Bauetappen sorgten für ein immenses personelles wie auch organisatorisches Wachstum: Von fünf auf zwölf selbstständige Fachdisziplinen, von 39 auf 121 Ärzte und Ärztinnen, von 519 auf 762 Betten und von 9'275 auf 14'978 Patientenaufnahmen. Auch bei der Medizin gab es stetig Verbesserungen: So nahm 1971 eine Abteilung für funktionelle Ergotherapie den Betrieb auf. Zudem wurde um 1972/73 unter der Leitung von Dr. Adolf Hany ein Herzkatheterlabor eingerichtet und ein Blutgasmessapparat sowie ein neues Laparoskop angeschafft. Im selben Jahr kam der erste provisorische, 1977 der erste definitive Herzschrittmacher in Winterthur zum Einsatz. Im Jahr 1973 erhielt die Frauenklinik das erste Ultraschallgerät.
In der Krankenhausplanung 1978 erhielt das KSW den Status eines Zentralspitals mit überregionalen Aufgaben. Dennoch hinkte der Betrieb den steigenden Patientenzahlen aufgrund verschiedener Herausforderungen nach: Weil das Spital nicht in einem Wurf, sondern etappenweise realisiert worden war, sind die räumlichen Verhältnisse zu eng geworden. So fehlte unter anderem eine oberirdische Verbindung zwischen den 1958 bezogenen Spitalbauten und dem Hochhaus; die Operationsabteilung wie auch Intensivpflegestation entsprachen nicht mehr den technischen, hygienischen und organisatorischen Anforderungen. Das Architekturbüro Steiner und Steffen aus Winterthur legte daher einen Plan für einen 39 Meter langen und 28 Meter breiten Zwischenbau mit zwei unterirdischen und sechs oberirdischen Geschossen als Verbindungstrakt zwischen dem Behandlungstrakt und dem Hochhaus vor. Das Zürcher Volk stimmte am 26. September 1982 mit 79,82 Prozent dem vorgelegten Kredit von 32,3 Millionen Franken zu.
Das stetige Wachstum führte zur Eröffnung neuer Abteilungen und insbesondere zur Einführung neuer medizinischer Methoden: 1978 Anschluss an die Zentralwäscherei Zürich (ZWZ), 1981 die Dialyse, 1982 erstmalige Durchführung einer Bronchoskopie und 1988 Eröffnung der Abteilung Angiologie, wo 1989 eine Angiographieanlage mit digitaler Subtraktionstechnik für minimal invasive Therapie angeschafft wurde. Im Jahr 1982 nahm die neu erstellte, im Untergrund gelegene Radiotherapie ihren Betrieb auf und 1984 folgte die Anschaffung des ersten Computertomographen. Der Verbindungstrakt, der nun eine Eingangshalle, einen Kiosk, eine Cafeteria, eine Bank, die Patientenaufnahme, Verwaltung-, Büro- und Behandlungsräume sowie eine Dialyse- und Intensivstation, Operationsräume und eine Zentralsterilisation enthielt, konnte 1987 dem Betrieb übergeben werden.

Das Kantonsspital im Mai 1986; am Verbindungstrakt sind die letzten Bauarbeiten ersichtlich.

In der «Gesamtplanung KSW 1988» wären 13 Bauvorhaben mit Gesamtkosten für rund 147 Millionen Franken geplant gewesen, jedoch führten verschiedene Faktoren – unter anderem die Einführung des neuen Krankenversicherungsgesetz wie auch die allgemeine Rezession – zu Verzögerungen bzw. zur Nichtdurchführung. Einzelne Massnahmen konnten hingegen durchgeführt werden, wie zum Beispiel die Renovation des Personalhauses an der Brunngasse (worauf Verwaltungsbetriebe ins Gebäude einzogen) oder im November 1993 der Bau des Küchen- sowie Osttrakts.

### Seit 1990: Starkes Wachstum
In den folgenden Jahren entstand eine immer grösser werdende Zahl Kliniken und Institute, wie zum Beispiel 1988 die Klinik für orthopädische Chirurgie und 1990 die urologische Klinik. Diese teilte man 1991 in vier Departemente – Chirurgie, Medizin, Gynäkologie und Kinder- und Jugendmedizin – ein. Der in den 1960er Jahren gegründete überregionale Anästhesiedienst wurde über Jahre sukzessiv in den einzelnen Spitäler verselbstständigt und 1991 komplett aufgelöst. Im Jahr 1993 führte das KSW die Koronarangiographie und 1994 die Neurologie ein.
Im Jahr 1995 nahmen der zweistöckige Osttrakt, der östlich neben dem Hochhaus zu liegen kam, sowie die Erweiterung der Küche den Betrieb auf. Im selben Jahr installierte man erstmals ein Magnetresonanztomographie-Gerät im Untergeschoss des Verbindungstrakt. Daher konnte im Jahr 1996 ein radiologisches Diagnostikcenter für Computertomographie und Magnetresonanztomographie eröffnet werden. Ende 1997 konnte das KSW ein Bettenhausprovisorium mit 80 Betten eröffnen, sodass die drei Jahre dauernde Sanierung der Westhälfte des Bettenhauses beginnen konnte. 2002 war die Sanierung des Bettenhauses auf der Ostseite abgeschlossen und 2006 erfolgte die Eröffnung des sanierten und erweiterten Behandlungstraktes. So konnte einerseits eine Aula und andererseits eine neue interdisziplinäre Intensivpflegestation eröffnet werden. Im selben Jahr wurde die Krankenpflegeschule in die Bildungsdirektion Kanton Zürich integriert und in Krankenpflegeschule am Kantonsspital Winterthur umbenannt.
Die Radio-Onkologie trennte man im Jahr 2004 von der Radiologie und im selben Jahr ging ein zweiter Linearbeschleuniger in Betrieb. Im Jahr 2005 gründete das Kantonsspital das Tumorzentrum im Winterthur. Mit der Einführung von PACS wurde 2005 die Bildgebung für Röntgenbilder digitalisiert und es kam zur Einweihung einer Zentralen Sterilgüterversorgung. Im September desselben Jahres wollte der Zürcher Kantonsrat das Gesetz über das Kantonsspital Winterthur, das vorsah, dass das Spital in eine selbstständige öffentlich-rechtliche Anstalt umgewandelt wird, verabschieden. Das Gesetz, das aufgrund der Revision des Krankenversicherungsgesetzes notwendig geworden war, musste wegen des zustandegekommenen Referendums am 21. Mai 2006 dem Volk vorgelegt werden und wurde mit 63,54 Prozent Ja-Stimmen angenommen. Aufgrund dieses Ergebnisses ist das KSW seit dem 1. Januar 2007 eine selbständige öffentlich-rechtliche Anstalt.
In der Klinik für Urologie werden seit Juli 2009 Patienten mit Prostatakrebs durch das roboterassistierte Operationssystem Da Vinci behandelt; 2016 wurde die erste Dünndarm-Ersatzblase in einer roboterassistierten Operation in der Schweiz angelegt. Im Frühsommer 2011 gründeten Mitarbeitende des Spitals den Trägerverein «Spitalpartnerschaft Phonsavan (Laos)–KSW» zur Unterstützung eines Spitals in der Region Phonsavan. Im gleichen Jahr übernahm das Spital per 1. Januar die akutgeriatrische Assessmentstation von der Integrierten Psychiatrie Winterthur–Zürcher Unterland (IPW).

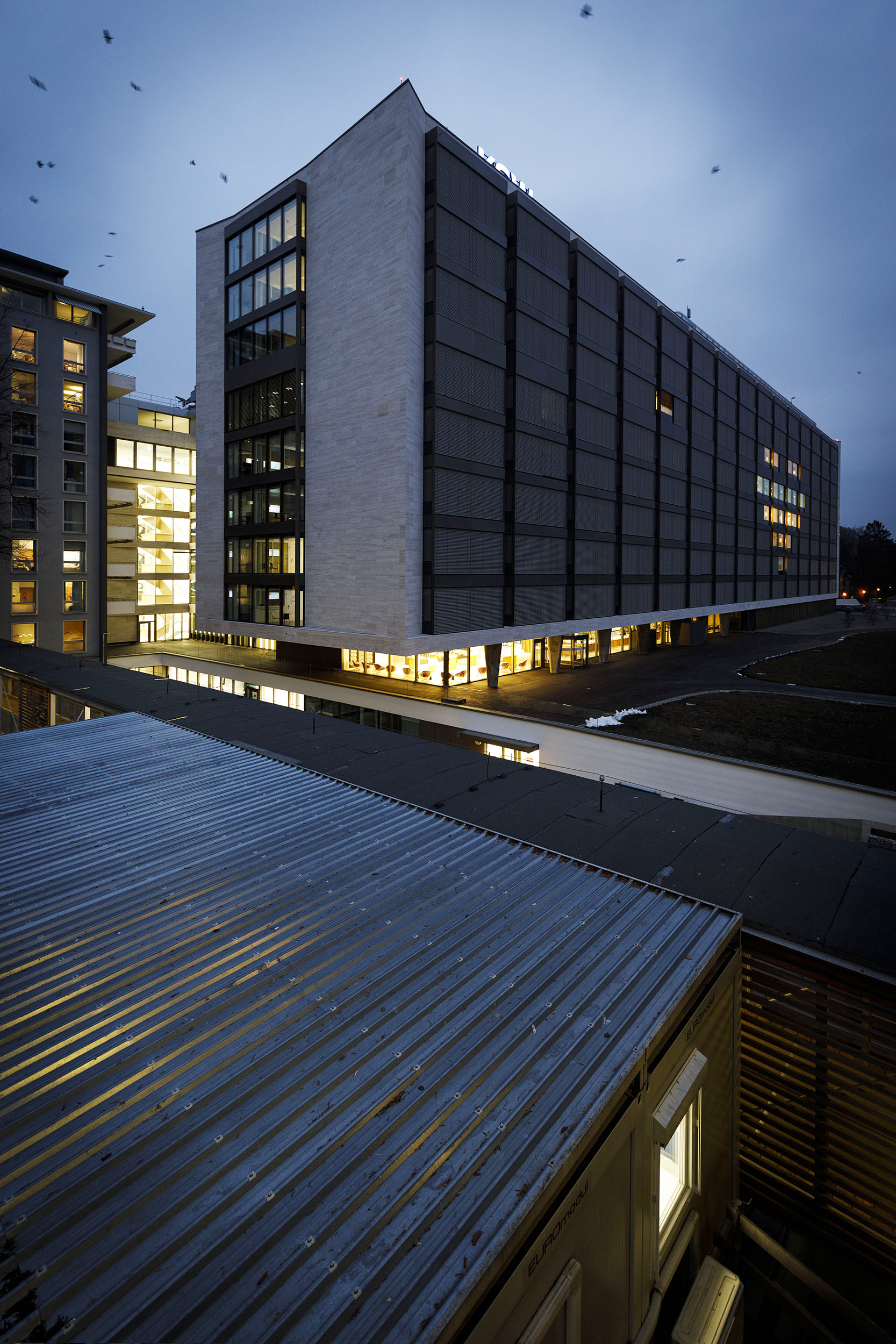
Das neue Bettenhaus wenige Wochen vor der Eröffnung im Februar 2022

2012 gründeten die Spitäler Uster und Wetzikon, das private Tumor- und Brustzentrum ZeTuP in Rapperswil sowie das KSW das Zentrum für Radiotherapie Zürich-Ost-Linth (ZRR) in Rüti, das 2014 in Betrieb ging. Im Jahr 2013 eröffnete das KSW ein interdisziplinäres Perinatalzentrums der Kliniken für Geburtshilfe und für Neonatologie und im selben Jahr eine Stroke-Unit für Hirnschlagpatienten; letztere wurde 2015 als eines von acht Hirnschlagzentren der Schweiz zertifiziert.
Der Zürcher Regierungsrat wollte das Spital aufgrund der Richtlinien der Public Corporate Governance in eine privat-rechtliche Aktiengesellschaft überführen, zunächst mit dem Kanton als Alleineigentümer. So sollten die zwei unterschiedlichen Rollen des Kantons, einerseits die hoheitlichen Funktionen und andererseits die Erbringung der medizinischen Leistungen voneinander entflochten werden. Diese Bestimmung wurde im Gesetz über die Kantonsspital Winterthur AG (GKSW) niedergeschrieben, mit dem das Gesetz über das Kantonsspital Winterthur vom 19. September 2005 (KSWG) aufgehoben werden sollte und das Spital von einer selbstständigen öffentlich-rechtlichen Anstalt in eine Aktiengesellschaft umgewandelt würde. Zu dem vom Kantonsrat erlassenen Gesetz ergriffen linke Parteien und Gewerkschaften das Referendum. Am 21. Mai 2017 lehnte das Stimmvolk bei einer Beteiligung von 43 Prozent die Umwandlung in eine Aktiengesellschaft ab. Im selben Jahr eröffnete das KSW im Einkaufszentrum Glatt in Wallisellen ein Fachärztezentrum (FAZ), wo Spezialsprechstunden, Untersuchungen sowie kleinere Eingriffe angeboten werden. 2018 wurde das ambulante Sports Medical Center Win4 für Sport- und Rehamedizin in Zusammenarbeit mit dem Unternehmen Medbase eröffnet. Per. 1. Januar 2019 hat der Kantonsrat die Liegenschaften aus dem zentralisierten Immobilienmanagement des Kantons entlassen und im Baurecht auf das KSW übertragen.

### Ersatzneubau: didymos
An dem im Jahr 1968 bezogenen 18-geschossigen Hochhaus wurden zwischen 1990 und 2005 verschiedene kleinere Baumassnahmen durchgeführt. Trotzdem stellte man bereits in der Gesamtplanung 1988, wo die einzelnen Kliniken, Institute und Infrastrukturbetriebe langfristig zweckmässig unterzubringen und wie aufgeteilte Bereiche zusammenzulegen seien, fest, dass ein Ersatz des Hochhauses sich abzeichne. Neben betrieblichen, strukturellen, gebäude- und brandschutztechnischen Mängel stach die schlechte Energiebilanz durch veraltete Technik und Fassaden ins Auge.
Die Gesundheitsdirektion des Kantons Zürich beauftragte 2014 das kantonale Hochbauamt mit der Ausarbeitung einer Machbarkeitsstudie, um mögliche Optionen zur Erneuerung des Hochhauses aufzuzeigen. Neben der Errichtung eines Anbaus an das Hochhaus oder an den Verbindungstrakt und eine Aufstockung des Osttraktes stand auch die Option eines Ersatzneubaus im Raum. Die letzte Option erhielt in einer im März 2006 vorgelegten Studie die beste Beurteilung bezüglich Funktionalität, Flexibilität und Nachhaltigkeit. Im November 2009 wurde ein zweistufiger Projektwettbewerb ausgeschrieben. Diesen gewann die RAB Planergemeinschaft Rapp Arcoplan AG aus Basel, die unter dem Projektnamen «didymos» einen langgestreckten, nach Südwesten ausgerichteten neungeschossigen Bettentrakt vorsah, an den im rechten Winkel ein sechsgeschossiger neuer Behandlungstrakt anschliessen soll, der als Bindeglied zu den bestehenden Gebäuden dienen soll. Für das geplante neue Gebäude müsste neben dem Hochhaus auch das Onkologie-Provisorium und der Osttrakt weichen. An der Sitzung vom 2. März 2011 beschloss der Regierungsrat den Vorschlag zu einem Bauprojekt mit Kostenvoranschlag weiterzuentwickeln.
Der Regierungsrat beschloss am 18. Juni 2014 das Bauprojekt als Antrag über die Bewilligung eines Kredites zuhanden des Kantonsrat. Der Kantonsrat stimmte dem leicht modifizierten Bauprojekt – der ursprünglich zum Rückbau vorgesehene Osttrakt und der Garten-Pavillon bleiben vorläufig erhalten und statt eines geplanten Parkhauses wird eine Tiefgarage erstellt – am 18. Juni 2014 mit einem Objektkredit von rund 349 Millionen Franken einstimmig zu. Als erstes wurde für die Radio-Onkologie ein eigenständiger, viergeschossiger Neubau im westlichen Spitalbereich errichtet, der im Mai 2017 in Betrieb ging. Der Spatenstich erfolgte am 3. November 2016 und für die Hauptarbeiten wird in Phasen gearbeitet: In der ersten Phase wurden die Provisorien «Parking Brunnengasse» und «Passerelle Lindstrasse» erstellt. In der zweiten Phase wird der Neubau unter laufendem Betrieb des bestehenden Hochhauses erstellt. Danach erfolgt ab Februar 2022 der Umzug und die Betriebaufnahme des Neubaus. In der vierten Phase werden Umbauten im Osttrakt – Anschluss an Bettenhochhaus UG und Umbau EG Verbindungstrakt – erfolgen. Anschliessend, um März 2022, beginnt der Rückbau des bestehenden Hochhauses.